# José Foralosso
Giuseppe "José" Foralosso SDB (ur. 15 marca 1938 w Cervarese Santa Croce, zm. 22 sierpnia 2012 w Marabá) – włoski duchowny katolicki posługujący w Brazylii, biskup diecezji Marabá w latach 2000-2012.

## Życiorys
W 1965 wstąpił do nowicjatu salezjanów w Albarè. Złożył śluby wieczyste w Tolmezzo 4 sierpnia 1962, zaś święcenia kapłańskie przyjął 22 grudnia 1966. Podjął posługę misyjną w Brazylii.

### Episkopat
20 listopada 1991 został mianowany przez papieża Jana Pawła II biskupem diecezji Guiratinga. Sakry biskupiej udzielił mu 15 lutego 1992 abp Bonifácio Piccinini.
12 stycznia 2000 został przeniesiony na stolicę biskupią Marabá.
25 kwietnia 2012 przeszedł na emeryturę. Zmarł 22 sierpnia tegoż roku w wyniku udaru mózgu, którego doznał dwa miesiące wcześniej.